# Спасский храм (Прохорово)
Храм Спаса Нерукотворного образа — православный храм в деревне Прохорово Чеховского района Московской области, приход Чеховского благочиннического округа Московской епархии Русской Православной Церкви.

## История
В 1720 году стольник Сергей Иванович Милославский (1656 — 12.9.1710), вступивший во владение селом Прохорово в 1687, на свои средства строит новый деревянный храм.
С 1752 года село переходит во владение фамилии князей Трубецких, при которых строится каменный однопрестольный храм, который числился в Перемышльской десятине Московской епархии.
В 1814 году Иван Дмитриевич Трубецкой обращается к епископу Августину (Виноградскому) за разрешением отремонтировать храм и «покрыть железом», в это время в приходе числились 62 дворов с населением 588 человек.

### Современное здание
С 1848 года при князе Юрии Ивановиче Трубецком (1792—1848) по благословению митрополита Филарета (Дроздова) на новом месте начинается постройка современного каменного храма с колокольней, в крипте которого устроен теплый придел освященный в честь Георгия Победоносца. 
Каменную кладку вел владимирский купеческий сын Филат Степанович Кирюхин, штукатурил владимирский крестьянин Василий Степанович Полканов, плотницкую работу выполнял владимирский крестьянин Парфен Комедианов, иконостас вырезал временный купец Иван Григорьевич Котов, работы по металлу принадлежат кузнечному мастеру московскому мещанину Федору Карповичу Воронину. Иконному письму был обучен крепостной художник Трубецких Федор Иванович Ковалев, которому помещик обещал, «если он получит серебряную медаль или звание свободного художника, дать свободу» (1845 г.). 
Князь, скончавшийся 26 октября 1848 года на вилле маркиза Лукезини близ Флоренции, согласно собственному завещанию, был перевезен на родину и погребен в склепе нижнего храма. 
После его смерти за долги имение было описано и попало в дворянскую опеку, однако строительство храма все-таки было наследниками завершено. В новой церкви помимо главного престола во имя Спаса Нерукотворного, был устроен теплый придел во имя Вмч. Георгия Победоносца - небесного покровителя покойного князя. В нем располагалась усыпальница князей Трубецких.
1859 год — строительство нового дома для священника.
В 1896—1898 годах преподавателем в церковно-приходской школе храма был будущий новомученик Николай Павлович Виноградов (1873—1931).
В 1895 году архитектор Павел Михайлович Самарин строит каменную ограду с железной решеткой вокруг Спасской церкви села Прохорова пятого благочиннического округа Подольского уезда.
В 1910 году в страховой ведомости при одноглавой кирпичной церкви и двухъярусной колокольне упоминается деревянная бревенчатая на кирпичном фундаменте одноэтажная церковно-приходская школа, построенная в 1890 году, и деревянный бревенчатый сарай.
В 1915 года по ходатайству Московского епархиального училищного совета начинается строительство нового здания церковно-приходской школы, в том числе и на средства Кирилло-Мефодиевского братства.

### После революции
В 1922 году по мандату уездной комиссии по изъятию церковных ценностей из храма было вывезено более 4 пудов серебряной утвари.
В 1923 году священник о. Василий Николаевич Михайлов писал в клировой ведомости, что «земля священнослужителей имеется в общем наделе с гражданами села Прохорова», дом клира для проживания непригоден, сторожка и церковный сарай находились в хорошей сохранности.
В 1937 году храм закрыт, утварь разграблена, уникальный 101-пудовый колокол был разбит прямо на колокольне, так как не проходил в проём. Могила основателя храма Ю. И. Трубецкого осквернена. Настоятель священник Евгений Алексеевич Михайловский (1875 — 11.12.1937) арестован и расстрелян на Бутовском полигоне - ныне в лике священномучеников.
В советские времена храм использовался, как овоще- и зернохранилище.
К 1989 году, моменту проведения первого богослужения, в церкви не осталось ни полов, ни оконных и дверных рам.
В настоящее время полностью проведён комплекс ремонтно-восстановительных работ. Митрополитом Ювеналием совершён великий чин освящения восстановленного храма.

## Священники
- Герасим Алексеев (ок. 1697-?) — в 1730-е — 1750-е годы
- Никита Андреев (умер до 1759) — в 1750-е годы
- Марк Семенов (ок. 1728—1801) — с 1760-х по 1801 год
- Александр Иванов (ок. 1764 — ?) — с 1800-х/1810-х до 1830-х годов
- Иоанн Иоаннов Аретинский (1814 — ?) — в 1840—1850-е годы
- Михаил Николаев Лебедев — в 1870-е годы
- Павел Иоаннов Цветков — до 1880 года
- Петр Павлов Горяинов — с 1880 по 1897
- Александр Никольский — с 1897
- Священномученик Евгений Алексеевич Михайловский (1875 — 11.12.1937) — ок. 1934 по ноябрь 1937[4]
- Протоиерей Владимир Сергеевич Переслегин (род. 1961) — наше время[5]

### Клир
Список служителей храма в Прохорова любопытна тем, что здесь четко задокументировано служение одной семьи — Смирновых в низшем клире на протяжении практически двухсот лет, с 1730-х до 1891 года.
|           | Священник                                                 | Дьячок | Дьячок | Пономарь | Псаломщик                                                                                |
| --------- | --------------------------------------------------------- | --- | --- | --- | ---------------------------------------------------------------------------------------- |
| 1739      | Герасим Алексеев, жена его Агрипена Васильева             | Андрей Алексеев (Смирнов) (ок. 1700—1790), жена его Евдокия Федотова (ок. 1705 — ок. 1768)                   | Андрей Алексеев (Смирнов) (ок. 1700—1790), жена его Евдокия Федотова (ок. 1705 — ок. 1768)                                  | — нет — | — нет —                                                                                  |
| 1745      | Герасим Алексеев, жена его Агрипена Васильева             | Андрей Алексеев (Смирнов) (ок. 1700—1790), жена его Евдокия Федотова (ок. 1705 — ок. 1768)                   | Андрей Алексеев (Смирнов) (ок. 1700—1790), жена его Евдокия Федотова (ок. 1705 — ок. 1768)                                  | — нет — | — нет —                                                                                  |
| 1751      | Герасим Алексеев, жена его Агрипена Васильева             | Андрей Алексеев (Смирнов) (ок. 1700—1790), жена его Евдокия Федотова (ок. 1705 — ок. 1768)                   | Андрей Алексеев (Смирнов) (ок. 1700—1790), жена его Евдокия Федотова (ок. 1705 — ок. 1768)                                  | — нет — | — нет —                                                                                  |
| ?         | Никита Андреев, жена его Наталья Ларионова                | Андрей Алексеев (Смирнов) (ок. 1700—1790), жена его Евдокия Федотова (ок. 1705 — ок. 1768)                   | Андрей Алексеев (Смирнов) (ок. 1700—1790), жена его Евдокия Федотова (ок. 1705 — ок. 1768)                                  | — нет — | — нет —                                                                                  |
| 1759      | — нет —                                                   | Андрей Алексеев (Смирнов) (ок. 1700—1790), жена его Евдокия Федотова (ок. 1705 — ок. 1768)                   | Андрей Алексеев (Смирнов) (ок. 1700—1790), жена его Евдокия Федотова (ок. 1705 — ок. 1768)                                  | — нет — | — нет —                                                                                  |
| 1768      | Марк Семенов, жена его Матрена Иванова (ок. 1734-?)       | Андрей Алексеев (Смирнов) (ок. 1700—1790), жена его Евдокия Федотова (ок. 1705 — ок. 1768)                   | Андрей Алексеев (Смирнов) (ок. 1700—1790), жена его Евдокия Федотова (ок. 1705 — ок. 1768)                                  | — нет — | — нет —                                                                                  |
| 1773      | Марк Семенов, жена его Матрена Иванова (ок. 1734-?)       | Андрей Алексеев (Смирнов) — см. выше                                                                         | Афанасий Андреев (Смирнов) (ок. 1749/1750 — 1812), сын предыдущего дьячка. Жена его Праскева Тимофеева (ок. 1754—1821/1825) | Симеон Никитин (ок. 1753-?). Видимо, сын умершего священника                                                     | — нет —                                                                                  |
| 1781      | Марк Семенов, жена его Матрена Иванова (ок. 1734-?)       | Афанасий Андреев (Смирнов) — см. выше                                                                        | Афанасий Андреев (Смирнов) — см. выше                                                                                       | Андрей Алексеев (Смирнов). Из-за пожилого возраста понижен из дьячков в пономари                                 | — нет —                                                                                  |
| 1783      | Марк Семенов, жена его Матрена Иванова (ок. 1734-?)       | Афанасий Андреев (Смирнов) — см. выше                                                                        | Афанасий Андреев (Смирнов) — см. выше                                                                                       | Андрей Алексеев (Смирнов). Из-за пожилого возраста понижен из дьячков в пономари                                 | — нет —                                                                                  |
| 1792      | Марк Семенов, жена его Матрена Иванова (ок. 1734-?)       | Афанасий Андреев (Смирнов) — см. выше                                                                        | Афанасий Андреев (Смирнов) — см. выше                                                                                       | Тимофей Афанасьев (Смирнов) (1779 — ок. 1855). Сын дьячка                                                        | — нет —                                                                                  |
| 1794      | Марк Семенов, жена его Матрена Иванова (ок. 1734-?)       | Афанасий Андреев (Смирнов) — см. выше                                                                        | Афанасий Андреев (Смирнов) — см. выше                                                                                       | Тимофей Афанасьев (Смирнов) (1779 — ок. 1855). Сын дьячка                                                        | — нет —                                                                                  |
| 1797      | Марк Семенов, жена его Матрена Иванова (ок. 1734-?)       | Афанасий Андреев (Смирнов) — см. выше                                                                        | Афанасий Андреев (Смирнов) — см. выше                                                                                       | Тимофей Афанасьев (Смирнов) (1779 — ок. 1855). Сын дьячка                                                        | — нет —                                                                                  |
| 1798      | Марк Семенов, жена его Матрена Иванова (ок. 1734-?)       | Афанасий Андреев (Смирнов) — см. выше                                                                        | Афанасий Андреев (Смирнов) — см. выше                                                                                       | Тимофей Афанасьев (Смирнов) (1779 — ок. 1855). Сын дьячка                                                        | — нет —                                                                                  |
| 1799      | Марк Семенов, жена его Матрена Иванова (ок. 1734-?)       | Афанасий Андреев (Смирнов) — см. выше                                                                        | Афанасий Андреев (Смирнов) — см. выше                                                                                       | Тимофей Афанасьев (Смирнов) (1779 — ок. 1855). Сын дьячка                                                        | — нет —                                                                                  |
| 1810      | ?                                                         | Афанасий Андреев (Смирнов) — см. выше                                                                        | Афанасий Андреев (Смирнов) — см. выше                                                                                       | Егор Афанасьев (Смирнов) (1785-?), сын дьячка Афанасия, брат дьячка Андрея. Жена его Анна Ефимова (ок. 1791 — ?) | — нет —                                                                                  |
| 1811      | Александр Иванов, жена его Дарья Николаева (ок. 1773 — ?) | Афанасий Андреев (Смирнов) — см. выше                                                                        | Афанасий Андреев (Смирнов) — см. выше                                                                                       | Егор Афанасьев (Смирнов) (1785-?), сын дьячка Афанасия, брат дьячка Андрея. Жена его Анна Ефимова (ок. 1791 — ?) | — нет —                                                                                  |
| 1812      | Александр Иванов, жена его Дарья Николаева (ок. 1773 — ?) | Иван Афанасьев (Смирнов) (1791-?), сын предыдущего дьячка Жена его Анна Иванова (Протопопова) (ок. 1801 — ?) | Иван Афанасьев (Смирнов) (1791-?), сын предыдущего дьячка Жена его Анна Иванова (Протопопова) (ок. 1801 — ?)                | Егор Афанасьев (Смирнов) (1785-?), сын дьячка Афанасия, брат дьячка Андрея. Жена его Анна Ефимова (ок. 1791 — ?) | — нет —                                                                                  |
| 1814      | Александр Иванов, жена его Дарья Николаева (ок. 1773 — ?) | Иван Афанасьев (Смирнов) (1791-?), сын предыдущего дьячка Жена его Анна Иванова (Протопопова) (ок. 1801 — ?) | Иван Афанасьев (Смирнов) (1791-?), сын предыдущего дьячка Жена его Анна Иванова (Протопопова) (ок. 1801 — ?)                | Егор Афанасьев (Смирнов) (1785-?), сын дьячка Афанасия, брат дьячка Андрея. Жена его Анна Ефимова (ок. 1791 — ?) | — нет —                                                                                  |
| 1815      | Александр Иванов, жена его Дарья Николаева (ок. 1773 — ?) | Иван Афанасьев (Смирнов) (1791-?), сын предыдущего дьячка Жена его Анна Иванова (Протопопова) (ок. 1801 — ?) | Иван Афанасьев (Смирнов) (1791-?), сын предыдущего дьячка Жена его Анна Иванова (Протопопова) (ок. 1801 — ?)                | Егор Афанасьев (Смирнов) (1785-?), сын дьячка Афанасия, брат дьячка Андрея. Жена его Анна Ефимова (ок. 1791 — ?) | — нет —                                                                                  |
| 1816      | Александр Иванов, жена его Дарья Николаева (ок. 1773 — ?) | Иван Афанасьев (Смирнов) (1791-?), сын предыдущего дьячка Жена его Анна Иванова (Протопопова) (ок. 1801 — ?) | Иван Афанасьев (Смирнов) (1791-?), сын предыдущего дьячка Жена его Анна Иванова (Протопопова) (ок. 1801 — ?)                | Егор Афанасьев (Смирнов) (1785-?), сын дьячка Афанасия, брат дьячка Андрея. Жена его Анна Ефимова (ок. 1791 — ?) | — нет —                                                                                  |
| 1818      | Александр Иванов, жена его Дарья Николаева (ок. 1773 — ?) | Иван Афанасьев (Смирнов) (1791-?), сын предыдущего дьячка Жена его Анна Иванова (Протопопова) (ок. 1801 — ?) | Иван Афанасьев (Смирнов) (1791-?), сын предыдущего дьячка Жена его Анна Иванова (Протопопова) (ок. 1801 — ?)                | Егор Афанасьев (Смирнов) (1785-?), сын дьячка Афанасия, брат дьячка Андрея. Жена его Анна Ефимова (ок. 1791 — ?) | — нет —                                                                                  |
| 1819      | Александр Иванов, жена его Дарья Николаева (ок. 1773 — ?) | Иван Афанасьев (Смирнов) (1791-?), сын предыдущего дьячка Жена его Анна Иванова (Протопопова) (ок. 1801 — ?) | Иван Афанасьев (Смирнов) (1791-?), сын предыдущего дьячка Жена его Анна Иванова (Протопопова) (ок. 1801 — ?)                | Егор Афанасьев (Смирнов) (1785-?), сын дьячка Афанасия, брат дьячка Андрея. Жена его Анна Ефимова (ок. 1791 — ?) | — нет —                                                                                  |
| 1820      | Александр Иванов, жена его Дарья Николаева (ок. 1773 — ?) | Иван Афанасьев (Смирнов) (1791-?), сын предыдущего дьячка Жена его Анна Иванова (Протопопова) (ок. 1801 — ?) | Иван Афанасьев (Смирнов) (1791-?), сын предыдущего дьячка Жена его Анна Иванова (Протопопова) (ок. 1801 — ?)                | Егор Афанасьев (Смирнов) (1785-?), сын дьячка Афанасия, брат дьячка Андрея. Жена его Анна Ефимова (ок. 1791 — ?) | — нет —                                                                                  |
| 1825      | Александр Иванов, жена его Дарья Николаева (ок. 1773 — ?) | Иван Афанасьев (Смирнов) (1791-?), сын предыдущего дьячка Жена его Анна Иванова (Протопопова) (ок. 1801 — ?) | Иван Афанасьев (Смирнов) (1791-?), сын предыдущего дьячка Жена его Анна Иванова (Протопопова) (ок. 1801 — ?)                | Егор Афанасьев (Смирнов) (1785-?), сын дьячка Афанасия, брат дьячка Андрея. Жена его Анна Ефимова (ок. 1791 — ?) | — нет —                                                                                  |
| 1829      | Александр Иванов, жена его Дарья Николаева (ок. 1773 — ?) | Иван Афанасьев (Смирнов) (1791-?), сын предыдущего дьячка Жена его Анна Иванова (Протопопова) (ок. 1801 — ?) | Иван Афанасьев (Смирнов) (1791-?), сын предыдущего дьячка Жена его Анна Иванова (Протопопова) (ок. 1801 — ?)                | Егор Афанасьев (Смирнов) (1785-?), сын дьячка Афанасия, брат дьячка Андрея. Жена его Анна Ефимова (ок. 1791 — ?) | — нет —                                                                                  |
| 1834      | Александр Иванов, жена его Дарья Николаева (ок. 1773 — ?) | Иван Афанасьев (Смирнов) (1791-?), сын предыдущего дьячка Жена его Анна Иванова (Протопопова) (ок. 1801 — ?) | Иван Афанасьев (Смирнов) (1791-?), сын предыдущего дьячка Жена его Анна Иванова (Протопопова) (ок. 1801 — ?)                | Егор Афанасьев (Смирнов) (1785-?), сын дьячка Афанасия, брат дьячка Андрея. Жена его Анна Ефимова (ок. 1791 — ?) | — нет —                                                                                  |
| 1843      | Иоанн Иоаннов Аретинский, жена его Анна Сергиева (1821-?) | Иван Афанасьев (Смирнов) (1791-?), сын предыдущего дьячка Жена его Анна Иванова (Протопопова) (ок. 1801 — ?) | Иван Афанасьев (Смирнов) (1791-?), сын предыдущего дьячка Жена его Анна Иванова (Протопопова) (ок. 1801 — ?)                | Егор Афанасьев (Смирнов) (1785-?), сын дьячка Афанасия, брат дьячка Андрея. Жена его Анна Ефимова (ок. 1791 — ?) | — нет —                                                                                  |
| 1846      | Иоанн Иоаннов Аретинский, жена его Анна Сергиева (1821-?) | Иван Афанасьев (Смирнов) (1791-?), сын предыдущего дьячка Жена его Анна Иванова (Протопопова) (ок. 1801 — ?) | Иван Афанасьев (Смирнов) (1791-?), сын предыдущего дьячка Жена его Анна Иванова (Протопопова) (ок. 1801 — ?)                | Егор Афанасьев (Смирнов) (1785-?), сын дьячка Афанасия, брат дьячка Андрея. Жена его Анна Ефимова (ок. 1791 — ?) | — нет —                                                                                  |
| 1847      | Иоанн Иоаннов Аретинский, жена его Анна Сергиева (1821-?) | Иван Афанасьев (Смирнов) (1791-?), сын предыдущего дьячка Жена его Анна Иванова (Протопопова) (ок. 1801 — ?) | Иван Афанасьев (Смирнов) (1791-?), сын предыдущего дьячка Жена его Анна Иванова (Протопопова) (ок. 1801 — ?)                | Федор Егоров Смирнов (1830-?), сын предыдущего дьячка. Жена его Ольга Иванова (ок. 1831-?)                       | — нет —                                                                                  |
| 1850      | Иоанн Иоаннов Аретинский, жена его Анна Сергиева (1821-?) | Иван Афанасьев (Смирнов) (1791-?), сын предыдущего дьячка Жена его Анна Иванова (Протопопова) (ок. 1801 — ?) | Иван Афанасьев (Смирнов) (1791-?), сын предыдущего дьячка Жена его Анна Иванова (Протопопова) (ок. 1801 — ?)                | Федор Егоров Смирнов (1830-?), сын предыдущего дьячка. Жена его Ольга Иванова (ок. 1831-?)                       | — нет —                                                                                  |
| 1852      | Иоанн Иоаннов Аретинский, жена его Анна Сергиева (1821-?) | Иван Афанасьев (Смирнов) (1791-?), сын предыдущего дьячка Жена его Анна Иванова (Протопопова) (ок. 1801 — ?) | Иван Афанасьев (Смирнов) (1791-?), сын предыдущего дьячка Жена его Анна Иванова (Протопопова) (ок. 1801 — ?)                | Федор Егоров Смирнов (1830-?), сын предыдущего дьячка. Жена его Ольга Иванова (ок. 1831-?)                       | — нет —                                                                                  |
| 1855      | Иоанн Иоаннов Аретинский, жена его Анна Сергиева (1821-?) | Иван Афанасьев (Смирнов) (1791-?), сын предыдущего дьячка Жена его Анна Иванова (Протопопова) (ок. 1801 — ?) | Иван Афанасьев (Смирнов) (1791-?), сын предыдущего дьячка Жена его Анна Иванова (Протопопова) (ок. 1801 — ?)                | Федор Егоров Смирнов (1830-?), сын предыдущего дьячка. Жена его Ольга Иванова (ок. 1831-?)                       | — нет —                                                                                  |
| 1856      | Иоанн Иоаннов Аретинский, жена его Анна Сергиева (1821-?) | Иван Афанасьев (Смирнов) (1791-?), сын предыдущего дьячка Жена его Анна Иванова (Протопопова) (ок. 1801 — ?) | Иван Афанасьев (Смирнов) (1791-?), сын предыдущего дьячка Жена его Анна Иванова (Протопопова) (ок. 1801 — ?)                | Федор Егоров Смирнов (1830-?), сын предыдущего дьячка. Жена его Ольга Иванова (ок. 1831-?)                       | — нет —                                                                                  |
| 1857      | Иоанн Иоаннов Аретинский, жена его Анна Сергиева (1821-?) | Иван Афанасьев (Смирнов) (1791-?), сын предыдущего дьячка Жена его Анна Иванова (Протопопова) (ок. 1801 — ?) | Иван Афанасьев (Смирнов) (1791-?), сын предыдущего дьячка Жена его Анна Иванова (Протопопова) (ок. 1801 — ?)                | Федор Егоров Смирнов (1830-?), сын предыдущего дьячка. Жена его Ольга Иванова (ок. 1831-?)                       | — нет —                                                                                  |
| ?         | Михаил Николаев Лебедев                                   | ? | ? | Федор Егоров Смирнов (1830-?), сын предыдущего дьячка. Жена его Ольга Иванова (ок. 1831-?)                       | — нет —                                                                                  |
| 1876-1880 | Павел Иоаннов Цветков                                     | — нет — | — нет — | Федор Егоров Смирнов (1830-?), сын предыдущего дьячка. Жена его Ольга Иванова (ок. 1831-?)                       | — нет —                                                                                  |
| 1880-1891 | Петр Павлов Горяинов                                      | — нет — | — нет — | Федор Егоров Смирнов. С середины 1880-х упоминается не как «пономарь», а как «псаломщик»                         | Федор Егоров Смирнов. С середины 1880-х упоминается не как «пономарь», а как «псаломщик» |
| 1892-1896 | Петр Павлов Горяинов                                      | — нет — | — нет — | — нет — | Александр Раевский                                                                       |
| 1897-?    | Александр Никольский                                      | — нет — | — нет — | — нет — | Александр Раевский                                                                       |